# Spider-Man: Edge of Time
Spider-Man: Edge of Time é um jogo eletrônico baseado no super-herói Homem Aranha, foi desenvolvido pela Beenox e publicado pela Activision, foi lançado em 4 de outubro de 2011 para PlayStation 3, Xbox 360 e Wii, a versão do Nintendo DS foi desenvolvida pela Other Ocean Interactive, esse jogo é a continuação de Spider-Man: Shattered Dimensions, além disso, a jogabilidade é semelhante ao jogo anterior.

## Sinopse
No futuro, Homem-Aranha é morto pelo Anti-venom cujo hospedeiro é Eddie Brock, o que leva Miguel O'Hara, o Homem Aranha 2099, voltar ao passado e salvar o Homem Aranha original e impedindo Walker Sloan, um cientista que planeja viajar no tempo para estabelecer a Alchemax anos antes de sua fundação original. Voltando a uma versão alterada de 2099, um não afetado O'Hara usa o DNA de Parker dos arquivos da Alchemax para estabelecer uma ligação mental e cronológica entre eles ao longo do tempo para avisar Parker, agora trabalhando para a Alchemax, de sua morte iminente. No entanto, Parker se recusa a dar atenção a isso e viaja para o 66º andar para impedir um violento Anti-Venom.

## Personagens

### Heróis
- Peter Parker/Homem-Aranha
- Miguel O'Hara/Homem-Aranha 2099

### Vilões
- Eddie Brock/Anti-Venom
- Felicia Hardy/Gata Negra
- Walker Sloan
- Doutor Octopus
- CEO
- Anti-venom/Doutor Octopus/Walker Sloan/Atrocity. (Anti-Venom atacou Walker Sloan e Doutor Octopus e ambos se juntaram ao simbionte, dando a origem do Atrocity).

## Curiosidades
- É a segunda aparição de Homem Aranha 2099 em jogos eletrônicos.

## Ligações Externas
- Spider Man: Edge of Time no MobyGames
- Spider-Man: Edge of Time (Nintendo DS) no MobyGames